# Armenië op de Olympische Winterspelen 2018
Armenië was een van de deelnemende landen aan de Olympische Winterspelen 2018 in Pyeongchang, Zuid-Korea.

## Deelnemers en resultaten

### Alpineskiën
Mannen
| Olympiër         | Onderdeel | Resultaat | Prestatie                                                          |
| ---------------- | --------- | --------- | ------------------------------------------------------------------ |
| Ashot Karapetyan | slalom    | 42e       | run 1: 1.02,47 (50e) run 2: 1.05,61 (41e) totaal: 2.08,08 (+29,09) |

### Langlaufen
Mannen
| Olympiër           | Onderdeel         | Resultaat | Prestatie                      |
| ------------------ | ----------------- | --------- | ------------------------------ |
| Mikayel Mikayelyan | sprint            | 72e       | kwalificatie: 3.37,40 (+28,86) |
| Mikayel Mikayelyan | 15 km vrije stijl | 83e       | 39.01,4 (+5.17,5)              |

Vrouwen
| Olympiër       | Onderdeel         | Resultaat | Prestatie         |
| -------------- | ----------------- | --------- | ----------------- |
| Katya Galstyan | 10 km vrije stijl | 72e       | 30.25,1 (+5.24,6) |